# La vispa Teresa (Trilussa)
La vispa Teresa è una poesia scritta nel 1917 da Trilussa come continuazione parodistica de La farfalletta di Luigi Sailer.
Fu pubblicata con copertina e disegni di Ugo Finozzi. Nel 1918 venne pubblicata nuovamente con i disegni di Sergio Tofano.
La poesia divenne presto nota grazie all'attrice Dina Galli.

## Trama
Il poemetto si apre col testo originale de La Farfalletta, per poi proseguire col racconto del resto della vita della protagonista, la "Vispa Teresa".
Giunta ai vent'anni, Teresa diventa una ragazza fascinosa e smaliziata; quando un pittore le chiede di fargli da modella, Teresa accetta. L'uomo finisce per amoreggiare con lei; in un primo momento, Teresa finge di voler scappare come la farfalletta che aveva catturato da bambina, ma poi finisce per cedere alla corte dell'uomo. Teresa scopre così le gioie del sesso e diventa una accompagnatrice per uomini facoltosi; per circa quindici anni la 
fanciulla fa questo mestiere, finendo tuttavia per risultare capricciosa ai suoi clienti (con un gioco di parole, l'autore dice che "s'offre e soffre").
Prossima ai cinquant'anni, imbruttitasi e non più desiderata, Teresa apre una rivendita di sali e tabacchi, ma soffre la solitudine; per questo motivo, quando un cliente le porge distrattamente la mano, lei gliela afferra come aveva fatto con la farfalletta e gli chiede di sposarla. Il cliente fugge via spaventato, con un esilarante rimando alla filastrocca originale: "Vivendo e fumando/che male ti fo?".
Passa altro tempo. Teresa è ormai una vecchia zitella, dipendente dalla polvere di tabacco. Ogni tanto, mentre sniffa, le ritorna alla mente la cattura della farfalletta, che le sembra l'unica occasione che ella abbia mai colto in vita sua, finendo però per perderla ingenuamente. L'autore la descrive un'ultima volta in maniera grottesca, in preda a tosse e starnuti da tabacco, prima di invitare i lettori a disinteressarsi del tutto a lei.

## Controversie
Trilussa fu citato in tribunale dagli eredi di Luigi Sailer per un'accusa di plagio ma il pretore emise una sentenza favorevole a Carlo Alberto Camillo Salustri.

## Nella cultura di massa
Nel 1933 Trilussa si rivolse a Luigi Liberio Pensuti per la realizzazione di alcuni cartoni animati basati sulle sue poesie tra le quali La vispa Teresa risultò la più nota.
Nel 1939 un balletto teatrale dal titolo omonimo fu rappresentato al Teatro dell’Opera del Casinò di Sanremo.
Nel 1943 fu realizzato il lungometraggio La vispa Teresa diretto da Mario Mattioli il quale utilizzò il titolo della poesia di Trilussa come richiamo pubblicitario.